# Parafomoria tingitella
Parafomoria ladaniphila là một loài bướm đêm thuộc họ Nepticulidae. Nó được tìm thấy ở Maroc và Bồ Đào Nha.
Chiều dài cánh trước là 1.9–2 mm đối với con đực và about 2.2 mm đối với con cái. Con trưởng thành bay từ tháng 2 đến tháng 3.
Ấu trùng ăn Tuberaria lignosa. Chúng ăn lá nơi chúng làm tổ.